# Бондоне (Бреша)
Бондоне је насеље у Италији у округу Бреша, региону Ломбардија.
Према процени из 2011. у насељу је живело 56 становника. Насеље се налази на надморској висини од 341 м.